# Олимпиада Македонска
Вижте пояснителната страница за други личности с името Олимпиада.
Олимпиада Македонска (на старогръцки: Ολυμπιάς, -άδας) е древногръцка епирска принцеса, дъщеря на цар Неоптолем, четвърта съпруга на македонския владетел Филип II и майка на Александър Македонски.
При раждането си е наречена Поликсена, при сватбата си – Миртила, а в чест на победата си в Олимпийските игри от 356 г. пр. Хр., Филип я нарича Олимпиада.
Филип и Олимпиада се срещат и влюбват при посвещението си в мистериите на Кабирите на остров Самотраки. Сватбата се състои в 359 г., а през 356 г. пр. Хр. се ражда синът им Александър. През 355 г. пр. Хр. се ражда дъщеря им Клеопатра († 308 г. пр. Хр.).
Като почитателка на бог Дионис Олимпиада го чества по варварски, като предвожда женските буйстващи шествия, носи кошници със змии и плаши мъжете. Плутарх разказва легенда, че Александър е бил заченат от бог (Зевс или Дионис), преобразен в змия. Филип видял жена си да спи със змия през ключалката и ослепял с това око. След раждането на Александър, Филип получава предсказание от Пития, че детето ще стане велик владетел, и че трябва да почита бог Амон. Александър с усърдие разпространява легендите за божествения си произход.
Още от началото на брака Олимпиада няма добри отношения с Филип. Засяга се от неговото неуважение и го ревнува от многобройните му съпруги. Носят се слухове, че тя има нещо общо с убийството на великия си съпруг по време на сватбата на дъщеря им. Виновна е за немалко убийства в македонския двор. Мотив за всички тях е осигуряването на властта за сина ѝ Александър.